# Bracelet brésilien
 (janvier 2021).
Si vous disposez d'ouvrages ou d'articles de référence ou si vous connaissez des sites web de qualité traitant du thème abordé ici, merci de compléter l'article en donnant les références utiles à sa vérifiabilité et en les liant à la section « Notes et références ».
Un bracelet brésilien est un bracelet de fils de coton colorés et tressés.

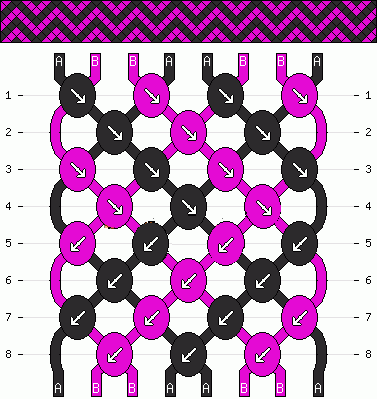
Aperçu d'un modèle de bracelet.

Issu d'Amérique latine où il est traditionnellement fabriqué, il aurait été popularisé par des personnes qui en auraient transmis la technique au gré de leurs voyages. 
Selon une légende, il est impératif qu'il soit fabriqué à la main afin de préserver son caractère de porte-bonheur. Au moment où le bracelet est noué la personne qui va le porter doit faire un vœu (voire trois selon les versions) et ne plus quitter le bracelet. Ensuite il faut attendre que les fils se cassent à la suite de l'usure et le vœu est censé se réaliser quand le bracelet se rompt. Comme le dit Paul Michaud, « on ne connaît vraiment l'amitié qu'à l'usure ».
Pour fabriquer un bracelet brésilien, une épingle de sûreté est généralement utilisée comme support. Les fils de coton peuvent être agrémentés de perles. Il existe de nombreux modèles de bracelets brésiliens différents : simple ou double, à croix ou à losanges, tresses à 3 ou 4 fils, wraps croisés, etc. 
Ce genre de bracelet est très prisé chez les hippies et les surfeurs[réf. nécessaire].
Les bracelets brésiliens Senhor do Bonfim (« Seigneur de la bonne fin », c'est-à-dire Jésus) également connu sous le nom de Fita Senhor do Bonfim sont des rubans qui s'attachent autour du poignet. Ils sont très populaires dans l'État de Bahia au Brésil. 
Ce bracelet a été créé dans le but d'accomplir des miracles. La personne portant le bracelet fait trois vœux qui correspondent à chacun des trois nœuds qui vont constituer l'attache autour du poignet. Pour que les vœux se réalisent, le bracelet doit se détacher de lui-même. Si vous retirez le bracelet ou que vous le coupez les vœux ne se réaliseront pas.

## Signification des couleurs

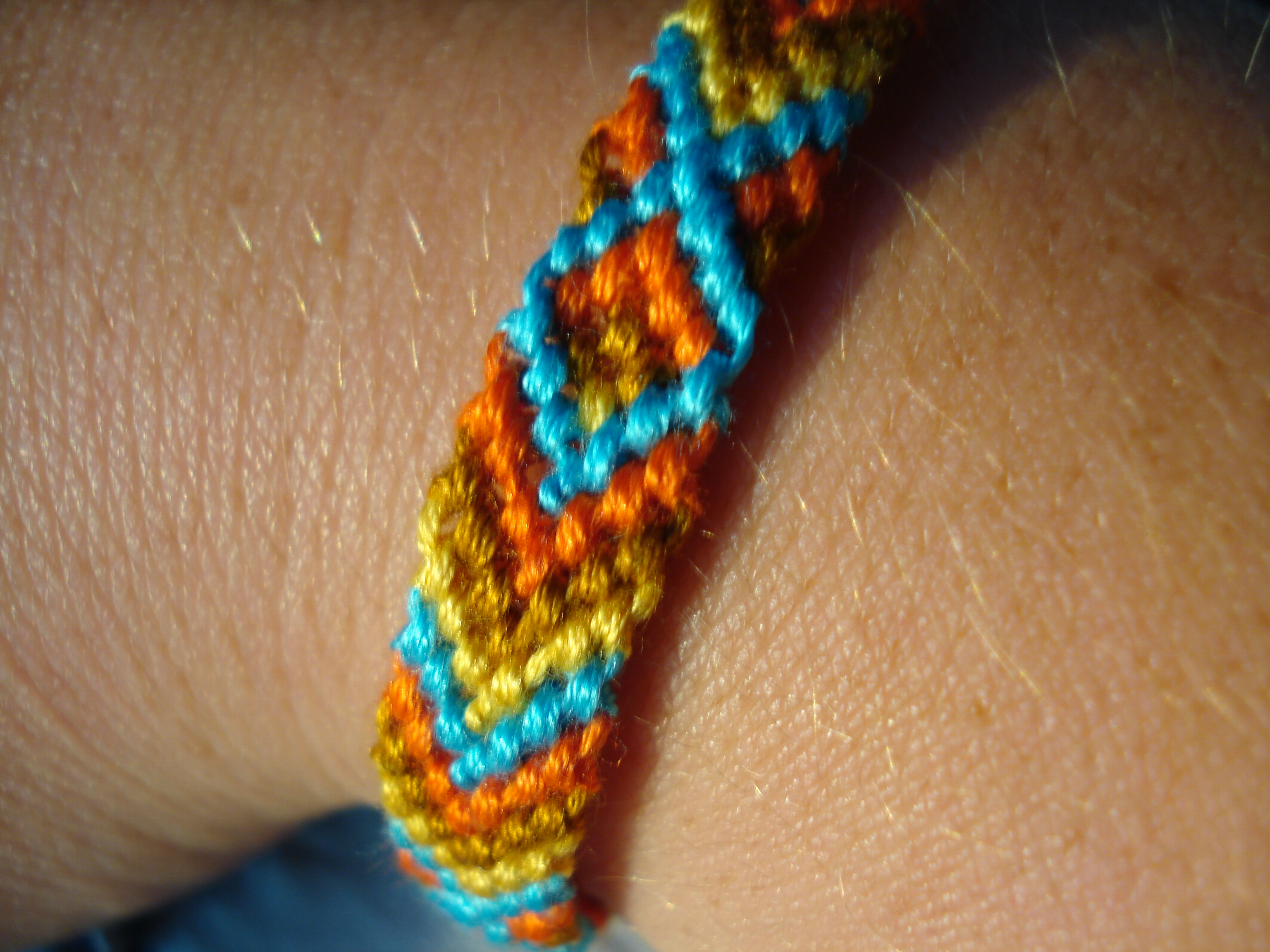
Modèle de bracelet brésilien.

- Bleu : amour
- Rouge : passion
- Jaune : succès
- Orange : bonheur
- Blanc : paix
- Vert : santé
- Rose : amitié
- Violet : spiritualité